# Conservation des aliments
La conservation des aliments est un ensemble de procédés de traitement permettant de conserver les propriétés gustatives (certains y ajoutent du goût, en particulier ceux qui nécessitent un additif) et nutritives, les caractéristiques de texture et de couleur des denrées alimentaires. Et aussi leur comestibilité, par la prévention des éventuelles intoxications alimentaires.
La conservation des denrées alimentaires concerne donc tous les facteurs biotiques (micro-organismes, animaux, germination végétale…) et abiotiques (lumière, oxygène, chaleur, irradiation, UV…) qui peuvent détériorer la qualité de la denrée stockée. L'emballage et les conditions d'entreposage des aliments sont aussi essentiels.

## Historique
L'histoire de l'alimentation est étroitement liée à l'évolution des procédés de conservation.
Dès ses origines, l'humanité a ressenti la nécessité de conserver les aliments pour assurer sa subsistance : stocker les aliments en période d'abondance pour faire face à la disette et à la famine des périodes moins fastes (fin d'hiver, année à faible production…).
Pendant des siècles, les procédés de conservations ont relevé de l'artisanat, que ce soit au foyer familial ou dans les conserveries : en fonction du climat des régions, la première méthode utilisée est le séchage, le fumage ou la congélation pour les groupes habitant à proximité de glaciers ou de plan d'eau gelés l'hiver. Installée en Asie bien avant, la putréfaction des chairs de poisson et le recueil du liquide nutritif a été le fait des cultures nordiques dès le Moyen Âge. Des agents conservateurs provenant de sources naturelles ou artisanales sont également utilisés pour la salaison et le saumurage, le fumage et l'enfouissage dans la graisse, l'huile, le miel ou le sucre. Certains archéologues comme Patrick Edward McGovern pensent cependant que c’est la fermentation qui a donné son impulsion à l’agriculture et non l’inverse, émettant l'hypothèse qu’elle est apparue avant la domestication du feu et la cuisson.
À la fin du XVIIIe siècle, les procédés de conservation des aliments (par le froid, par fumage, par un agent conservateur tels que le sel, l'alcool, le vinaigre, la graisse, le sucre…) ont une efficacité partielle (quantité limitée d'agents de conservation qui ne stoppent pas complètement la prolifération bactérienne et ne gardent pas les substances dans leur intégralité) et sont onéreux : l'Ancien régime l'a compris en instituant un instrument politique et fiscal très lucratif, la Gabelle du sel.
Depuis le XIXe siècle, la conservation dépend davantage de l'industrie agroalimentaire (surgélation, ionisation, etc.). Son développement s'est accompagné de celui du transport des aliments entre régions productrices et consommatrices, réduisant dans certains cas la nécessité de la conservation[réf. nécessaire].

## Techniques de conservation des aliments
La plupart des aliments nécessitent, pour être conservés efficacement, une étape de contrôle de leurs biochimies, cela concerne autant les viandes que les poissons, les fruits et légumes que les laitages : il s'agit d'empêcher le développement des bactéries, champignons et autres micro-organismes, et de retarder leurs rancissement et autolyse.
Pour vivre et proliférer, les micro-organismes ont besoin :
- de nourriture (carbone, azote, soufre, vitamines, sels minéraux, etc.),
- d'eau sous forme libre : activité de l'eau qui ne représente pas la teneur en eau (ou humidité) mais bien la disponibilité de cette eau,
- de chaleur,
- d'oxygène (sauf pour les bactéries anaérobies).

Toutes les techniques de conservation ont pour but de les priver de l'accès à un de ces éléments. Une fois la privation réalisée, le maintien dans cet état empêche le processus de dégradation de reprendre, cela s'applique par des règles d'hygiène alimentaire et par un emballage protecteur.

### Conservation par déshydratation

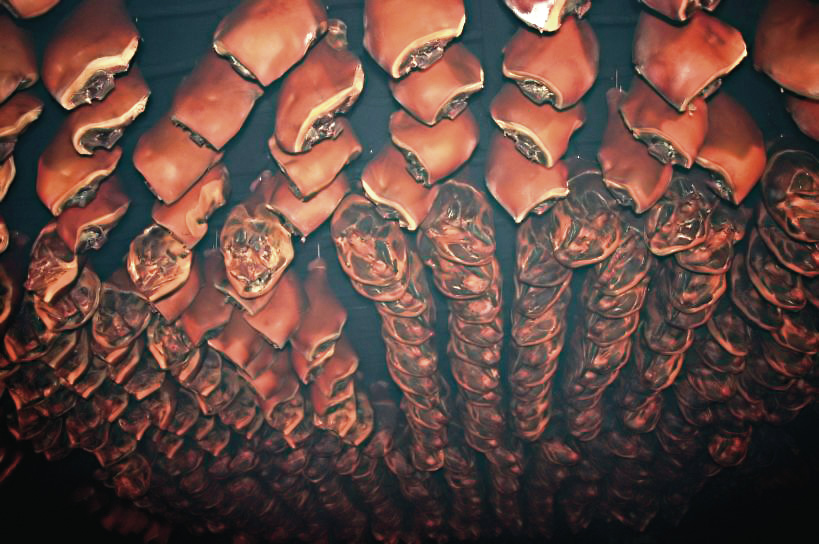
Jambons suspendus dans un fumoir de Schleswig-Holstein en Allemagne.

Ces modes de conservation privent les micro-organismes d'eau par la déshydratation des aliments, et leur développement s'en trouve ralenti. Les différentes techniques utilisées sont :
Séchage à l'aide du soleil ou dans un fourLe séchage solaire réduit l’action de humidité dans le développement des micro-organismes et des champignons. Les fruits, par exemple, peuvent être coupés en lamelles et séchés, ou séchés en l'état s'ils sont suffisamment petits (pruneaux, abricots, figues, dattes…) et éventuellement traités avec une huile alimentaire pour limiter l'oxydation ;
FumageEn plus de la déshydratation le fumage introduit des composés chimiques modifiant le goût des aliments et inhibant certains micro-organismes.

### Conservation par le froid

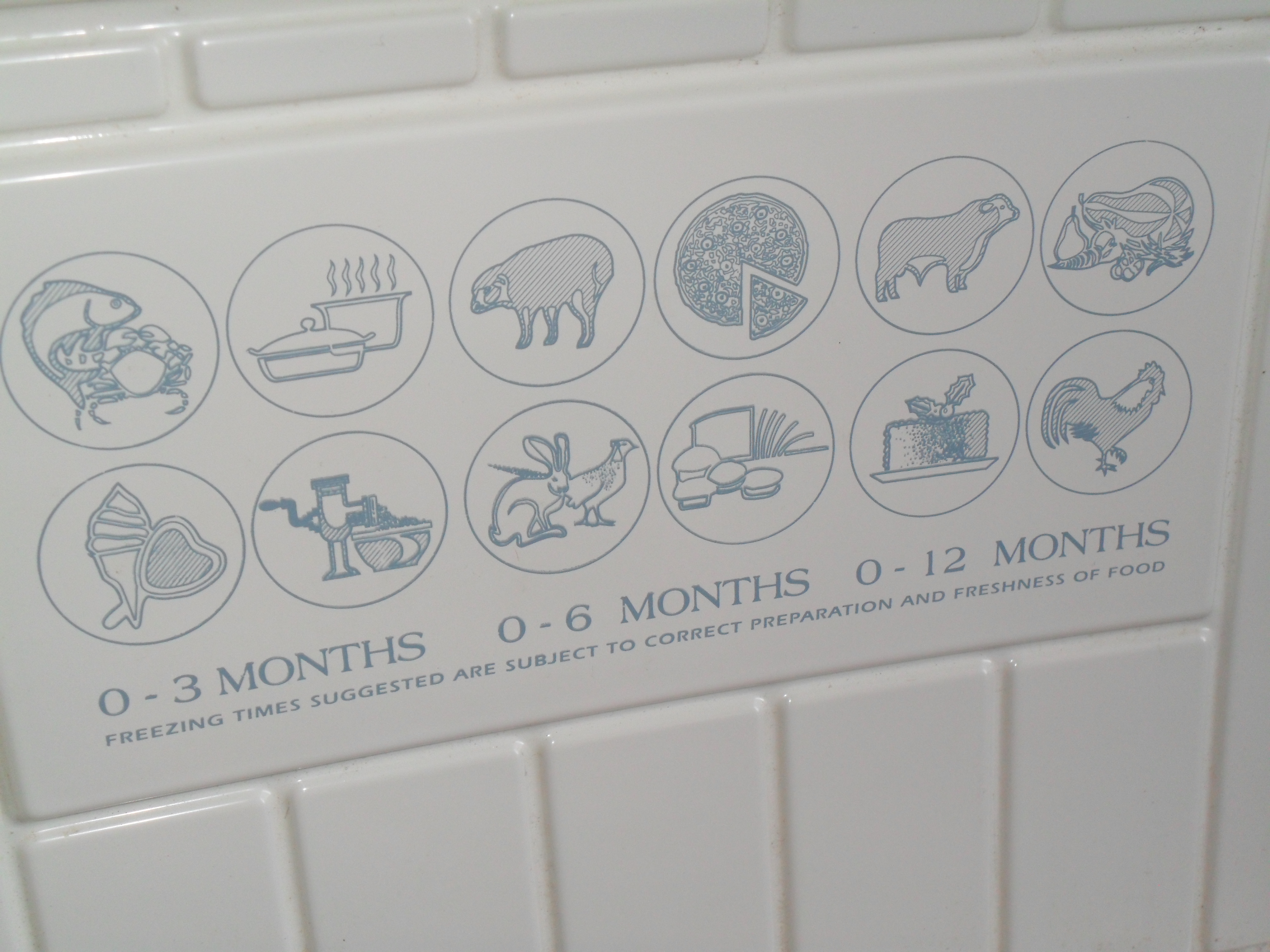
Tableau des périodes de conservation par type d'aliment affichées dans un congélateur :
Jusqu'à 3 mois pour les poissons et crustacés, la viande hachée, les plats cuisinés et les friandises glacées.
Jusqu'à 6 mois pour la viande de mouton ou le gibier, les tartes et tourtes, et le pain.
Jusqu'à 12 mois pour la viande de bœuf, la volaille, les légumes et les gâteaux.

Le traitement par le froid permet de ralentir, voire arrêter, la prolifération et l'action des micro-organismes, permettant ainsi de conserver l'aliment pendant une période plus ou moins longue.
RéfrigérationL'abaissement de la température (entre 4 et 8 °C) diminue l'action des bactéries et des enzymes présentes dans les aliments. Elle permet une conservation de quatre à dix jours.
CongélationTechnique qui consiste à abaisser la température de l'aliment et à la maintenir en dessous de la température de fusion de la glace (0 °C), en pratique (dans les congélateurs) entre -18 et 0 °C. Si la vitesse de refroidissement est rapide, peu de cristaux de glace se développent et les tissus cellulaires ne sont pas abimés. Elle permet de consommer les aliments plusieurs années après le début de leur congélation si celle-ci est ininterrompue.
SurgélationTechnique de refroidissement brutal (-35/−196 °C) puis congélation à −15/−18 °C.

### Conservation par ajout d'un agent conservateur
Des produits conservateurs traditionnels sont utilisés comme le sel (salaison), le salpêtre, les sulfites, le sucre, le miel, la graisse, l'huile, la saumure, le vinaigre, l'alcool, l'eau de chaux ou les particules issues de l'action combinée de fumage.
Des additifs alimentaires issus de l'industrie agroalimentaire sont aussi utilisés : dicarbonate de diméthyle utilisé surtout pour les boissons, antibiotique dans les fromages, antimicrobien, antioxydant et certains acides.
L'ajout d'hydroxyde de sodium (soude) rend le milieu trop alcalin pour la croissance bactérienne. Il provoque aussi la saponification des graisses, ce qui modifie le goût et la texture de l'aliment. Le lutefisk, certaines recettes de conservation des olives utilisent la soude.

### Fermentation

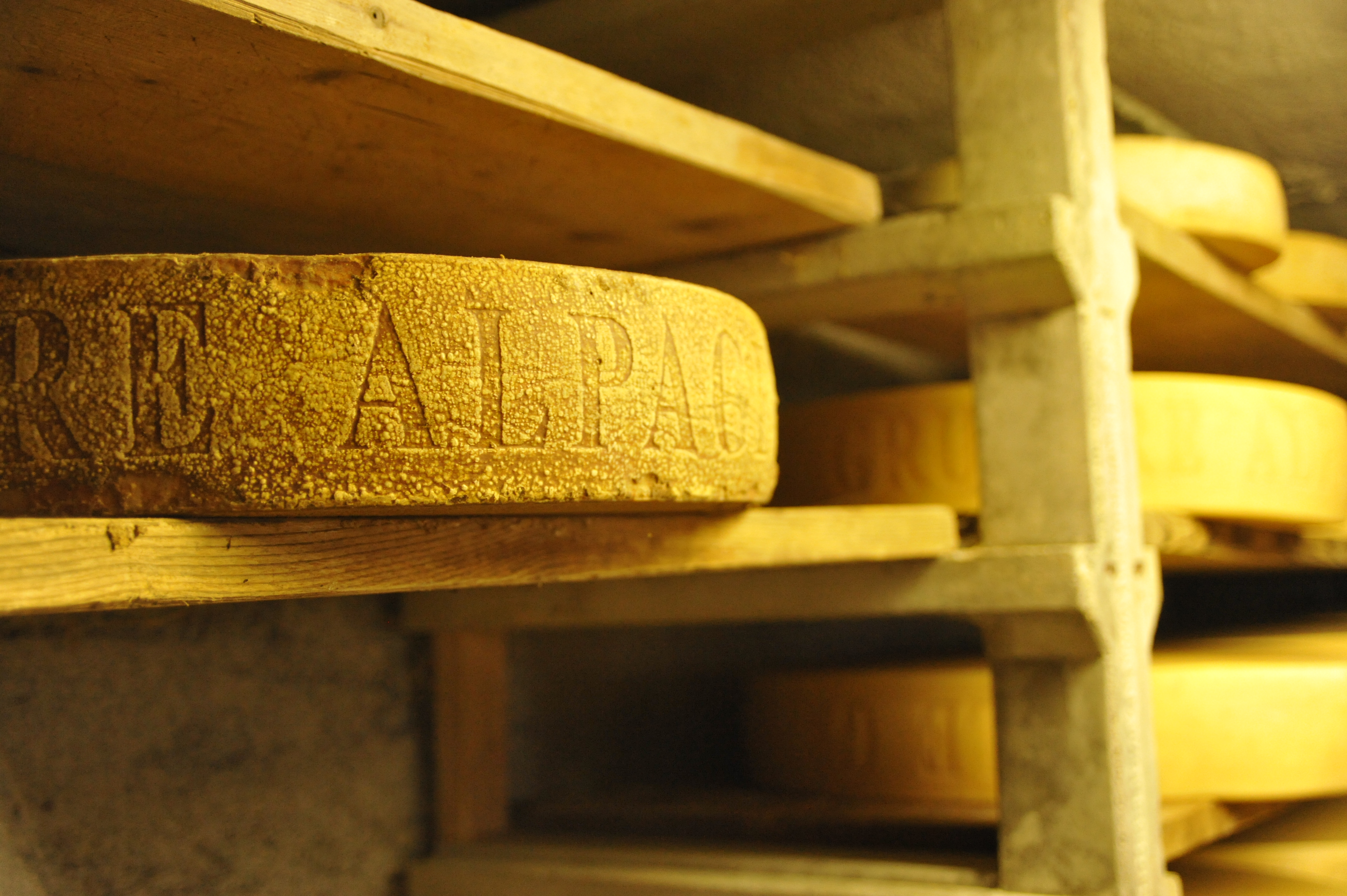
Fromage conservé par le développement d'une flore microbienne inoffensive au détriment des organismes pathogènes. Elle se développe dans le caillé, produit issu de la fermentation du lait.

La fermentation est un principe ancien utilisé par exemple dans les boissons alcoolisées, la choucroute, le yaourt, le fromage mais aussi les aubergines.

### Conservation par la chaleur
- La pasteurisation, utilisée pour le lait, la bière, les semi-conserves, est une technique qui consiste à soumettre les aliments à une température comprise entre 65 et 100 °C et à les refroidir brutalement[5].
- stérilisation : températures supérieures à 100 °C[6].
  - L'appertisation, consiste en la stérilisation (chauffage de 115 à 121 °C) puis la mise en conserve étanche des denrées périssables[7]. L'inventeur Nicolas Appert l'a mise au point en 1795 : elle permet la conservation et l'entreposage des aliments pendant une longue période sans conditions particulières, notamment de température.
  - L'upérisation consiste à chauffer les aliments par un courant de vapeur d'eau à 140 °C pendant quelques secondes puis homogénéiser[8].

C'est le résultat du traitement qui définit plus exactement la nature de la conservation : pasteurisation ou stérilisation. Le traitement du vin est un exemple de cette conservation : s'il a un pourcentage élevé en alcool éthylique[Combien ?], il n'a pas besoin d'être stérilisé la pasteurisation suffit.

### Enrobage
Les aliments sont isolés des micro-organismes ce qui empêche leur pénétration.
- Silicate de soude ou eau de chaux ;
- Vaseline, cire
- vernis constitué d'une solution de gomme arabique ou de dextrine, ou d'un vernis alcoolique au benjoin ou encore d'un mélange d'huile de lin et de colophane ;
- par placement en caisse dans des matières sèches comme rognures de papier, balles de céréales, son, charbon de bois, etc.[9].

### Conservation en atmosphère contrôlée

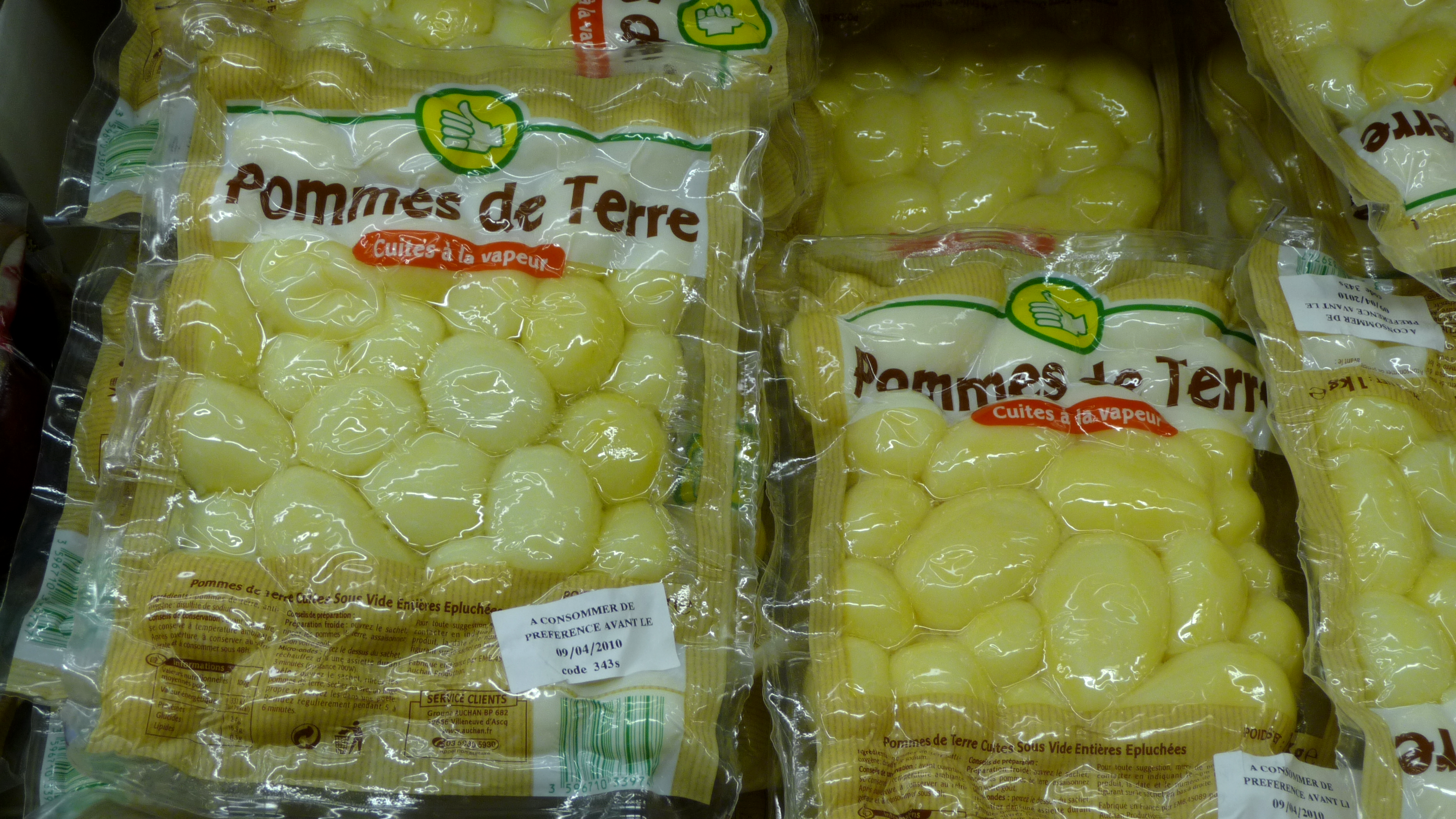
Pommes de terre cuites à la vapeur et emballées sous vide.

Conservation sous vide ou sous atmosphère protectrice d'azote, dioxyde de carbone ou dioxyde de soufre. La mise sous vide réduit la quantité d'air donc l’action de l’oxygène.

### Ionisation
L'ionisation est un procédé relativement récent (1992[réf. souhaitée]) qui consiste à utiliser des radiations ionisantes pour détruire tout ou partie des micro-organismes présents dans l'aliment ou à sa surface, sans ouvrir l'emballage. Pour ce faire, les denrées sont exposées aux émissions ionisantes produites par un canon à électrons ou une source radioactive telle que le cobalt 60 ou le césium 137. On utilise aussi l'accélérateur de particules qui produit également des radiations ionisantes,(rayons X et Gamma) l'accélérateur ne contient pas de substances radioactives en tant que tel lorsqu'il est neuf.
Cette technique est utilisée en Belgique, France, aux Pays-Bas, en Italie et au Royaume-Uni.
La liste des aliments potentiellement soumis à la radurisation, la radicidation, la radappertisation est la suivante[réf. souhaitée] :
Les fraises, les oignons, l'ail, l’échalote, les flocons et germes de céréales pour produits laitiers, les légumes et fruits secs, la farine de riz, la gomme arabique, la viande de volaille et les abats de volailles séparées mécaniquement ou pas, les cuisses de grenouilles congelées, le sang séché, les plasmas, les coagulas, les crevettes congelées décortiquées ou étêtées, le blanc d’œuf liquide (déshydraté ou congelé), la caséine et les caséinates, les camemberts au lait cru, les épices, aromates secs et herbes aromatiques surgelées, les aliments composés pour animaux de laboratoire, le colostrum bovin pour l'alimentation des veaux.
Le Royaume-Uni pratique plus généralement l'irradiation pour les légumes, les fruits, les céréales et les poissons. Ces produits peuvent circuler librement dans l'Union européenne ou bien être incorporés dans des produits agro-alimentaires de pays n'autorisant pas l'ionisation. Il n'existe pas de chaîne de traçabilité.
En France les industriels ont l'obligation d'apposer sur leurs produits un logo représentant une plante verte cerclée de pointillés verts, lorsque le produit est vendu au consommateur final.
Il n'existe aucune obligation stricte concernant les préparations et l'alimentation animale.

### Filtrage
Le filtrage par radio-isotopie consiste à faire passer un liquide sur une série de membranes dont les pores (de 0,1  à   10 μm de diamètre) sont suffisamment étroits pour retenir les micro-organismes. Cette technique de stérilisation à froid est actuellement surtout employée pour le lait et pour certains vins de basse qualité (en effet, des qualités organoleptiques sont perdues lors de la microfiltration).

## Classification des principales techniques
| nom                                            | principe d'action | |
|                                                | maintien en milieu à température stable ou contrôlée | température |
| ---------------------------------------------- | --- | --- |
| Conservation à température ambiante            | Certains produits, comme le riz, se conservent dans un environnement propre, sec et relativement stérile.                                                                       | TA |
| Réfrigération ou rafraîchissement              | Ralentit la croissance de la flore microbienne | entre 0 et 4°C |
| Congélation                                    | Arrête le développement de la flore microbienne sans la détruire. | <= −18 °C |
| Surgélation                                    | Congélation très rapide, la texture de l'aliment est mieux préservée | <= −35 °C |
|                                                | traitement par la chaleur | température |
| Pasteurisation                                 | Réduction très importante du nombre de micro-organismes | 62 à 88 °C |
| Stérilisation par la chaleur ⤹                 | Destruction de la flore microbienne | > 100 °C |
| ⤷ appertisation                                | Étape supplémentaire de mise en récipient hermétique, par exemple boîte de conserve ou bocal                                                                                    | 110 à 120 °C |
| ⤷ upérisation                                  | Variante de la stérilisation, appliquée en particulier aux liquides et par exemple au lait UHT                                                                                  | 140 à 150 °C |
|                                                | maintien en milieu à composition contrôlée | |
| Émulsification                                 | Isolation physique de la nourriture à l'intérieur des gouttelettes d'émulsion                                                                                                   | Isolation physique de la nourriture à l'intérieur des gouttelettes d'émulsion                                                                                                   |
| Déshydratation ⤹                               | Réduction de la quantité d'eau | Réduction de la quantité d'eau |
| ⤷ Séchage                                      | Par évaporation | Par évaporation |
| ⤷ Fumage                                       | Ajoute l'arôme et les propriétés antiseptiques des molécules[Lesquelles ?] solides de la fumée                                                                                  | Ajoute l'arôme et les propriétés antiseptiques des molécules[Lesquelles ?] solides de la fumée                                                                                  |
| ⤷ Swellification                               | Détruit les organismes et ajoute une texture à l'aliment | Détruit les organismes et ajoute une texture à l'aliment |
| Atmosphère protectrice ou Atmosphère contrôlée | Inhibition de certains[Lesquels ?] micro-organismes par le dioxyde de carbone ou d'autres gaz, voire suppression de l'air de l'emballage                                        | Inhibition de certains[Lesquels ?] micro-organismes par le dioxyde de carbone ou d'autres gaz, voire suppression de l'air de l'emballage                                        |
| Lyophilisation sous vide                       | Faible tension en oxygène bloquant les organismes aérobies et réduisant la croissance des organismes anaérobies                                                                 | Faible tension en oxygène bloquant les organismes aérobies et réduisant la croissance des organismes anaérobies                                                                 |
|                                                | production d'agents conservateurs in-situ par action microbienne bénéfique | nature |
| Fermentation lactique ⤹                        | | acide lactique |
| ⤷ puis coagulation lactique                    | | lait fermenté |
| ⤷ puis coagulation présure                     | | caillé |
| Fermentation alcoolique                        | | éthanol |
|                                                | | nature |
| Salaison ou saumure                            | | sel |
| acides dont le vinaigre                        | | acide |
| additifs alimentaires                          | | conservateur classé |
|                                                | autres traitements | |
| Pascalisation                                  | L'application temporaire d'une haute pression hydrostatique compresse[réf. nécessaire] et inactive (détruit[réf. nécessaire]) les bactéries végétatives, levains et moisissures | L'application temporaire d'une haute pression hydrostatique compresse[réf. nécessaire] et inactive (détruit[réf. nécessaire]) les bactéries végétatives, levains et moisissures |
| Irradiation de la nourriture                   | Par exposition à une radiation ionisante, destruction de toute cellule vivante, jusqu'au cœur du produit                                                                        | Par exposition à une radiation ionisante, destruction de toute cellule vivante, jusqu'au cœur du produit                                                                        |
| notes sur la classification                    | | |
| 1. 2. 3. 4. 5. 6.                              | | |

## Entreposage
Les fruits secs, par exemple les noix et les noisettes, ainsi que les graines peuvent être entreposés dans un endroit sec et frais comme une grange ou un grenier, sans subir de dommages. Ils sont ainsi conservés environ un an, voire beaucoup plus à condition d'être protégés des ravageurs. Certains fruits charnus, tels les pommes, peuvent se conserver plusieurs mois dans un fruitier. Il est aussi nécessaire de les préserver des animaux ravageurs, notamment les vers, insectes, rongeurs et oiseaux.
Certaines denrées alimentaires ne nécessitent donc pas de technique de conservation et se conservent d'elles-mêmes alors que d'autres se dégradent très rapidement.
L'utilisation d'un emballage spécifique peut être recommandée pour allonger la durée de conservation, tandis que d'autres sont inhérents au procédé de conservation choisi : en fonction des caractéristiques du procédé, comme la température et des conditions de stockage, il s'agira de pasteurisation, d'appertisation ou d'upérisation. Pour l'appertisation les propriétés de l'emballage font une part essentielle du procédé : les conteneurs doivent être étanches et on utilise alors des boîtes de conserves, des bocaux et des bouteilles.

modes de conservation des aliments
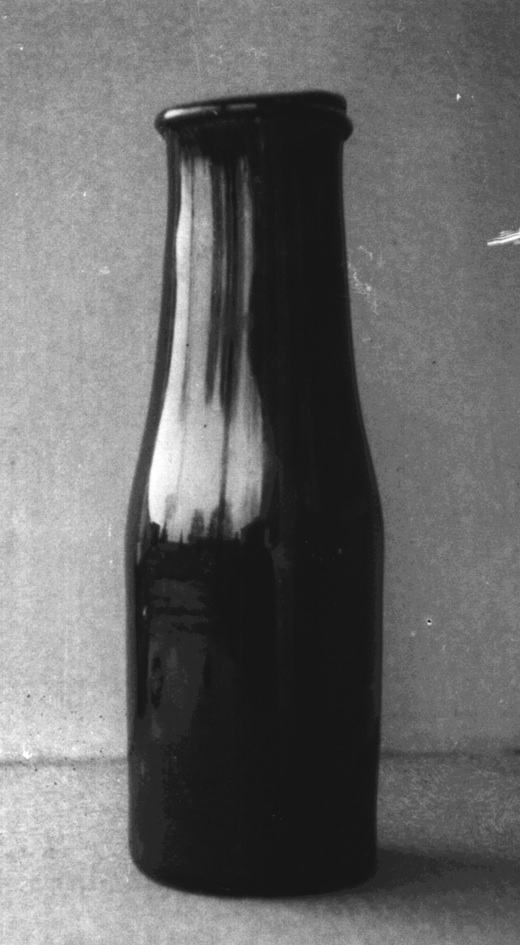
Bouteille à conserve Appert.
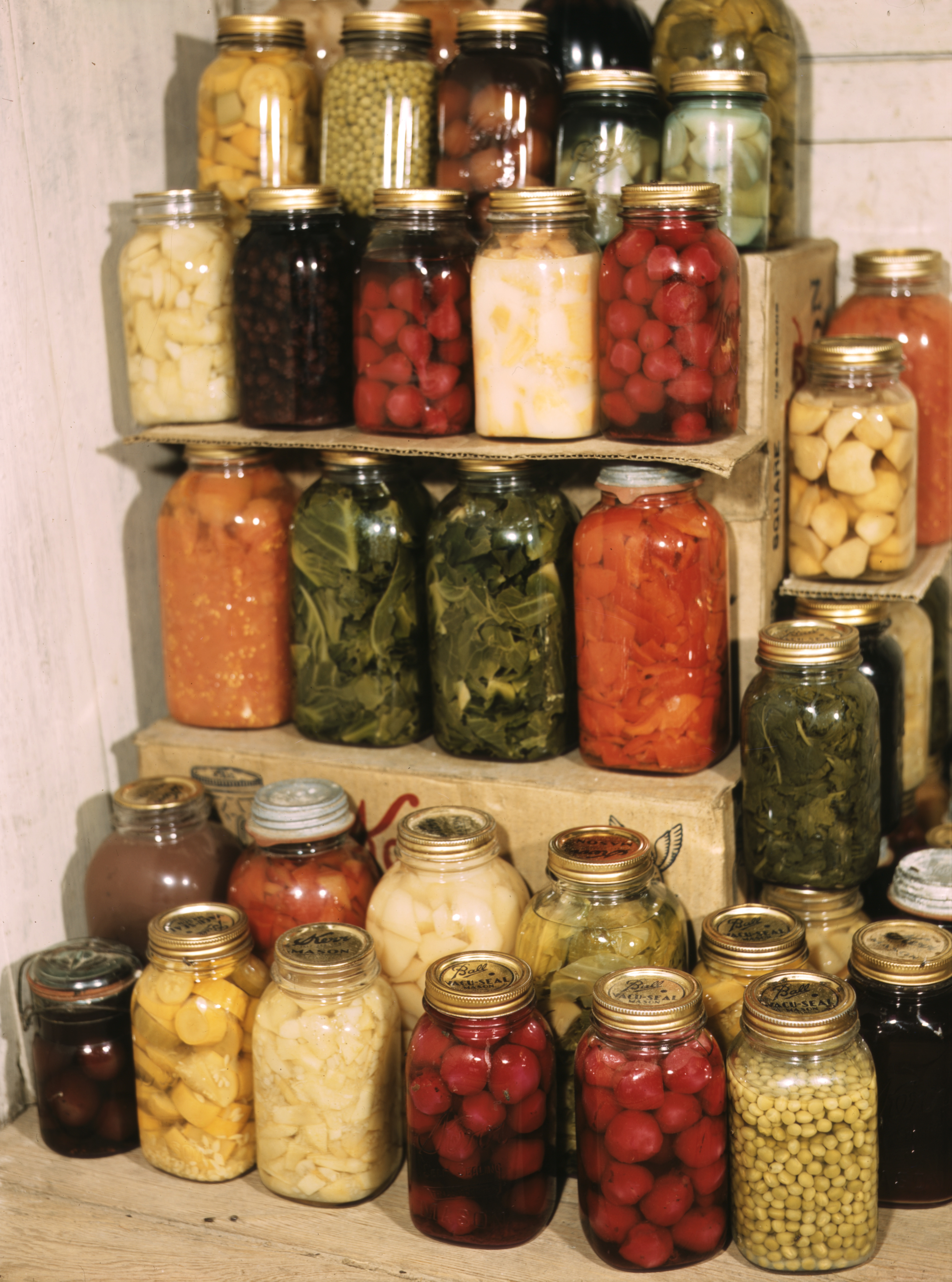
Denrées conservées dans des bocaux.

Stocker les grains dans un seau rempli de sable ou de cendre de bois est une manière efficace de protéger les grains des insectes ravageurs,.

## Durée de conservation
La Date Limite d'Utilisation Optimale (DLUO) est la date qui figure sur les produits avec la mention « À consommer de préférence avant… » remplacée, depuis 2016, par la DDM (date de durabilité minimale).
En Belgique, à l'attention des Banques alimentaires et Associations caritatives à caractère philanthropique fournissant des produits alimentaires dans le cadre de l'aide alimentaire et de la lutte contre la pauvreté, l'AFSCA a publié en 2013 une classification des aliments selon leur durée possible de conservation (par rapport aux dates limites de vente et aux dates de durabilité minimale (ou DDM ; « à consommer de préférence avant le »), en 4 groupes :
| Délai max. avant consommation | Recommandations                                      | Type d'aliment                                                                                            |
| ----------------------------- | ---------------------------------------------------- | --- |
| Courte conservation           | Ne jamais dépasser la DLUO                           | viande, poisson, pâtisserie, jus de fruit frais, œufs, yaourts, desserts lactés, légumes ou fruits coupés |
| Conservation limitée          | Mieux vaut respecter la DLUO                         | pain, fromage à pâte molle                                                                                |
| Longue conservation           | Denrées consommables jusqu'à deux mois après la DLUO | biscuit fourré ou mou, conserves de harengs ou de crustacés                                               |
| Très longue conservation      | jusqu'à un an ou plus après leur DLUO                | sucre, café, pâtes alimentaires sèches, riz, conserves ou surgelés                                        |

Dans tous les cas, les conditions de la conservation importent aussi : selon l'aliment, les vitamines, protéines, glucides, etc. seront plus ou moins conservés selon qu'il aura été conservé au frais, au sec, à l'abri de l'air, de la lumière et des invertébrés, moisissures, etc.